# PIGS
Pour le film d'horreur américain intitulé « Pigs », voir Les Monstres sanglants.

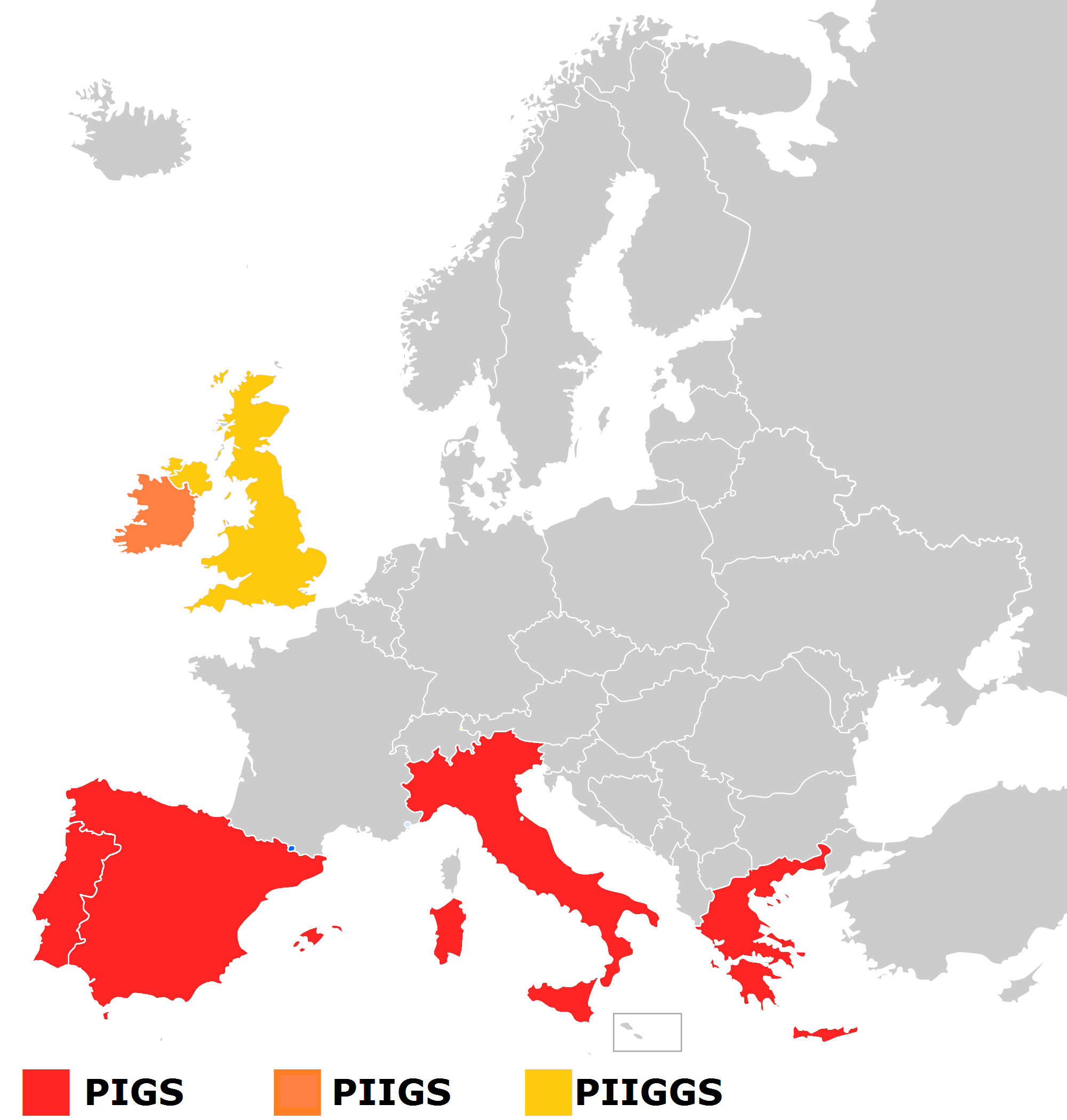
PIGS, PIIGS et PIIGGS

PIGS (littéralement, « porcs » en anglais) est un acronyme utilisé pour la première fois en 2008 par quelques journalistes britanniques et américains, spécialisés en finances ou en économie, pour désigner quatre pays de l'Union européenne : Portugal, Italie, Grèce et Espagne ((en) Spain en anglais). 
Parfois, l'Irlande est incluse dans le lot, ce qui donne PIIGS. Cependant, « I » dans PIGS désigne habituellement l'Italie,. Selon Eric Nielsen, économiste en chef pour l'UE chez Goldman Sachs, « L'Italie est dans une position plus agréable que les autres pays du sud de l'Europe grâce à une meilleure balance commerciale ».
Les détracteurs des « PIGS » ou « PIIGS » font valoir que ces pays :
- ont eu une activité économique en dents de scie pendant quelques années au début du XXIe siècle[7] ;
- seraient dépourvus de toute discipline fiscale, par ailleurs hautement problématique du fait de l'existence d'une importante économie parallèle ;
- souffrent d'un fort endettement ;
- offrent de faibles perspectives de croissance  ;
- enregistrent régulièrement un important déficit commercial ainsi qu'un taux de chômage élevé[8].

Et que tout ceci conduit à s'interroger, voire à mettre en doute la stabilité de l'euro. 
D'autres raisons seraient selon certains à l'origine de cette agitation médiatique: Elle répondrait en réalité au désir des grands centres d’affaires anglo-saxons de dévier l’attention tout au long des années 2009 et 2010 sur la situation financière et fiscale plutôt délicate du Royaume-Uni et des États-Unis. L'acronyme PIGS aurait permis de rejeter la faute de la crise économique européenne sur un petit groupe de pays et préparé le terrain à des mesures d'austérité budgétaire et de pertes de souveraineté. 
Le ministre des finances du Portugal, la presse portugaise et la presse en langue espagnole qualifient ce terme de péjoratif,,,, et des académiques ont dénoncé son racisme sousjacent. The Financial Times et Barclays Capital ont décidé de bannir ce terme.  

## D'autres acronymes relationnels
- GIPSI (« GITAN » en anglais) : C’est un terme équivalent au PIIGS, comportant les mêmes membres. Il a été proposé à la suite des protestations contre le terme PIIGS mais implique également une nuance péjorative[17].

- STUPID (Espagne-(en) Spain, Turquie, Royaume-Uni-(en) UK, Portugal, Italie et Dubaï) : Le terme peu usité renvoie à des pays, éprouvant des problèmes d'emprunt excessif. La grande hétérogénéité du groupe a cependant limité son acceptation[16],[18].